# Aulacoserica baraudi
Aulacoserica baraudi är en skalbaggsart som beskrevs av Frey 1968. Aulacoserica baraudi ingår i släktet Aulacoserica och familjen Melolonthidae. Inga underarter finns listade.